# Nina Vidal
Nina Simone Vidal, (nacida el 20 de abril), es una cantautora y pianista estoadounidense conocida por su nombre artístico, Nina Vidal.
En 2008, Nina publicó su álbum homónimo, cosechando un extraordinario éxito en Japón. En sólo seis días después de su publicación, Nina Vidal se convirtió en el disco con más descargas en iTunes. A partir de allí, el álbum se convirtió en el disco número uno de Jazz Contemporáneo en Japón: cinco temas de Vidal fueron de las 10 canciones de jazz más descargadas en iTunes.
En 2010, Nina Vidal sacó a la luz los sencillos "Cigarette & Wine" y la canción escrita por Paul McCartney “My Love” en iTunes. Los sencillos fueron canciones extraídas de su segundo álbum de larga duración The Open-Ended Fantasy, que se salió a la luz en Japón el 1 de septiembre. Su lanzamiento en los Estados Unidos está previsto para el verano de 2011. 

## Carrera musical
Nina nació en Queens, Nueva York. Cuando estudiaba en la Universidad de Nueva York, Nina solía asistir a las noches de micrófono abierto que se organizaban cada mes. En una de aquellas ocasiones, conoció al músico, productor y compositor Caté. Nina le pasó su demo y luego de que Caté lo escuchara, acordó producir canciones para ella. Estas canciones serían recopiladas más tarde en un EP, titulado Do it Again.
En 2004 Nina el sello japonés Uni-Village contactó a Nina. Los ejecutivos habían escuchado sus canciones y quisieron contratarla para que produjera un álbum completo bajo su sello
En 2008, Uni-Village publicó Nina Vidal, con elogios extraordinarios. The Soul Express (Finlandia) lo describió como “¡una obra maestra clásica!”. Según Adam Greenberg de Allmusic.com, “Nina Vidal toma su inspiración de una gran variedad de cantantes clásicas... ella lo hace con un sello contenido, provotactivo”.
El primer álbum de Nina derrocó a Come Away With Me de Norah Jones com el álbum número uno de Jazz Contemporáneo en Japón, un sitio que Nina sostuvo durante ocho meses ininterrumpidos. También se convirtió en el álbum más descargado en iTunes en septiembre de aquel año, y cinco de sus canciones se colaron en el Top 10 japonés de las canciones de Jazz más descargadas. Nina tenía tan sólo 25 años.
En 2010 Nina firmó un contrato de subedición con Universal Music Japón. 
Nina trabajó de Nuevo con Caté, quien produjo su álbum siguiente, The Open-Ended Fantasy. 

## Reconocimiento en Japón
El reconocimiento que Nina ha recibido en su país natal Estados Unidos palidece considerablemente ante la estima en que la tiene el público asiático. Con la publicación de su primer álbum en 2004 gracias a los ejecutivos de Uni-Village y la conquista de la cima de la lista de éxitos japonesa Billboard, Nina debe gran parte de su éxito a Japón, Singapur, Filipinas y otros países asiáticos. 
En 2010, el álbum de Nina, The Open-Ended Fantasy, fue puesto a la venta exclusivamente en Japón. La edición estadounidense saldrá a la luz en 2011.
En enero de 2011 Nina comenzó a trabajar en un nuevo disco interpretando canciones de los 60, 70 y 80. Saldrá a la luz en la primavera de 2011 a través de Uni-Village Records. 
Nina vive actualmente en la ciudad de Nueva York y viaja frecuentemente a Asia y Europa.
Nina tiene influencias de soul, jazz, hip hop y World music. Se le ha comparado con Jeff Buckley, Tracy Chapman, Amos Lee, Lizz Wright, Djavan, Nina Simone, Anita Baker, Sade, Antonio Carlos Jobim, y Fiona Apple.[7]

## Vida personal
Nina vive actualmente en la ciudad de Nueva York y viaja frecuentemente a Asia y Europa.

## Sonido e influencias
Nina tiene influencias de soul, jazz, hip hop y World music. Se le ha comparado con Jeff Buckley, Tracy Chapman, Amos Lee, Lizz Wright, Djavan, Nina Simone, Anita Baker, Sade, Antonio Carlos Jobim, y Fiona Apple.

## Colaboraciones
En el disco The Open-Ended Fantasy, Vidal colabora con artistas tan importantes como Lonnie Plaxico, Jean, Jeff Haynes, Lee Hogans, y Jody Redhage.
Nina fue la vocalista estelar en la canción Moon Child del artista japonés Kenichiro Nishihara.
Nina ha colaborado con el productor / compositor Caté en la mayor parte de sus grabaciones. 

## Discografía
Álbumes:
- The Open-Ended Fantasy - Sweet Mimosa Music (Estados Unidos) tbd, Village Again (Japón) 2010

- Best Female Jazzy Tunes - Best Female Jazzy Tunes  - Village Again 2010

- Nina Vidal Nina Vidal - Sweet Mimosa Music (Estados Unidos) 2007, Village Again (Japón) 2008

- Nina Vidal Live Session- Live Session EP - iTunes Japan Exclusive - Village Again (Japón)  2008

Sencillos:
- Cigarette & Wine - Sweet Mimosa Music/CCreatives (Estados Unidos)2010

- Driving - Ram Cafe Vol.3 - Lounge & Cillout - Magic Records (Polonia) 2008

Recopilaciones:
- Life - Moon Child - Kenichiro Nishihara - Life - Unprivate (Japón) 2010[7]

- Absolute Voices Driving - S2S (Singapur) 2009

- Luv U 100% - Reggae Female Vocal Collection -Village Again (Japón) 2009

- True Soul Sistas - Moving Along - Soul UK (Gran Bretaña) 2009

- Addicted To House - Why- Single 7 -  SoulStar (Alemania) 2008